# El Porvenir (kommun i Mexiko, Chiapas, lat 15,43, long -92,26)
El Porvenir är en kommun i Mexiko.   Den ligger i delstaten Chiapas, i den sydöstra delen av landet, 900 km sydost om huvudstaden Mexico City.
Följande samhällen finns i El Porvenir:
- El Porvenir de Velasco Suárez
- Canadá
- Nueva Esperanza Uno
- Las Pilas
- Miravalle
- Unión Buenavista 2
- Mojón
- Nueva Libertad
- Quince de Mayo
- Capilla
- El Roble
- Cuatro Caminos
- El Volcán
- Las Nubes
- Aguacatales
- Las Maravillas Uno
- Las Flores
- Unión Buenavista
- Carrizalito
- Jorge de la Vega Domínguez
- El Paraíso
- El Coro
- Peña Blanca
- 20 de Noviembre
- Zoical
- Buenavista Uno
- Jericó
- Mexicalapa
- La Arrepentida